# Тарханово (Мордовия)
Тарханово — село в Берегово-Сыресевском сельском поселении Ичалковского района Республики Мордовия.

## География
Расположено на реке Нуе, в 60 км от районного центра и 53 км от железнодорожной станции Оброчное.

## Название
Название происходит от тюрк. тархан «вольный человек, свободный от повинностей» (в XVI—XVII вв. Тарханная грамота освобождала от податей мордву и татар, перешедших на службу к русскому царю).

## История
По переписи 1671 г., в селе 18 дворов (29 душ мужского пола).
В 1780 году, при создании Симбирского наместничества, село Тарханово, дворцовых крестьян, экономических крестьян, помещичьих крестьян, не знающих своих помещиков, вошло в состав Ардатовский уезд. С 1796 года — в Симбирской губернии.
В XIX в. Тарханово принадлежало князю П. И. Бабичеву, графу И. Л. Воронцову, помещикам Г. М. Лисовскому, П. И. Смирнову, В. К. Толстову, Н. П. Юшковой, а также казённому, экономическому и удельному ведомствам.
В 1859 году в Тарханове Ардатовского уезда насчитывалось 136 дворов (1381 чел.).
Новый храм, деревянный, холодный, был построен прихожанами в 1891 г. Престолов в нём три: главный во имя св. Апостола и Евангелиста Иоанна Богослова, в правом приделе — во имя трех Святителей: Василия Великого, Григория Богослова и Иоанна Златоустого и в левом — во имя Святителя и Чудотворца Николая. Близ храма есть каменная часовня, построенная крестьянами Тархановской волости в память по в Бозе почившем Императоре Александре II.
По данным 1913 г., в селе было 359 дворов (2490 чел.); церковь, часовня (в память об Александре II), волостное правление, церковно-приходская школа (1837), волостное училище (1868); по вторникам проводились базары, 2 раза в год — ярмарки (Ярильская и Успенская).
В 1918 году был организован сельсовет (председатель — К. С . Белянин, председатель волисполкома — Д. Ф. Пудовочкин, военком — П. И. Филиппичев).
К 1927 году в селе было 518 дворов (2666 чел.); школа 1-й ступени, агро- и ветеринарные участки, почтово-телеграфное агентство.
В 1929 году около 30 семей объединились в СХА «Трудовик» (председатель С. И. Киселёв), в конце 1930-х годах на её базе были образованы колхозы «8 Марта», им. Тельмана, с 1950 года — укрупненное хозяйство им. Тельмана, специализировавшееся на выращивании конопли, с 1997 года — СХПК «Венцы».
До 2018 года село было административным центром Тархановского сельского поселения (Ичалковский район) — упразднёно.

## Население
- На 1780 год — 305 ревизских душ[2].
- В 1859 году насчитывалось: 136 дворов (1381 чел.)[3].
- На 1900 год в с. Тарханове (н. р.; волост. правл.) в 215 дворах жило: 862 м и 989 ж.[4];
- По данным 1913 г., в селе было 359 дворов (2490 чел.);
- К 1927 году в селе было 518 дворов (2666 чел.);

| 2002 | 2010 |
| ---- | ---- |
| 371  | ↘316 |

Национальный состав
Согласно результатам переписи 2002 года, в национальной структуре населения русские составляли 76 %

## Инфраструктура
В современном селе — средняя школа, библиотека, Дом культуры, медпункт, ветеринарный участок, отделения связи и Сбербанка, 2 магазина. Возле села — поселения эпохи неолита и бронзового века.